# Otto Sterman
Otto Hendrik Sterman (Amsterdam, 7 mei 1913 – aldaar, 19 november 1997) was een Nederlands acteur en voordrachtskunstenaar van deels Curaçaose komaf.
Hij was zoon van Abad Macario Sterman en Elisabeth Catharina de Graaf. Vader was hofmeester bij de KNSM en moeder werkte in de stomerij/strijkerij van haar ouders.
Sterman deed een opleiding voor lichamelijke opvoeding. Hij was actief bij de atletiekvereniging AV 1923; hij bokste en honkbalde er en liep hard. Vanaf 1934 was hij gymnastiekleraar aan een lagere school en een school voor kinderen met een gehoorstoornis, verzorgde heilgymnastiek en verrichtte massages. Tussen 1945 en 1957 was hij als onderwijzer in dienst van de gemeente Amsterdam. Vanaf 1935 had hij rollen als acteur, beginnende met een rol in De Familie Kegge van Nicolaas Beets. Daarmee werd hij de eerste zwarte acteur op het Nederlands toneel.
Hij was een aantal jaren verbonden aan het gezelschap Comedia en was op de radio te beluisteren in hoorspelen. Zeker in het begin van zijn toneelloopbaan kreeg hij te maken met typecasting; had men een donkere acteur nodig dan nam men contact met hem op. In eerste instantie had Sterman daar weinig problemen mee, maar gaandeweg vond hij het vervelend en discriminerend worden. Hij kwam als redactie met solovoorstellingen met titels die daarop wezen: Ik ben een neger, De neger speelt en Alleen voor blanken. Verder verzorgde hij voorstellingen in en voor het Koninklijk Instituut voor de Tropen.
Bij de nog jonge televisie verzorgde hij de reeks Oom Otto vertelt. Daarin vertelde hij verhalen, die terugvoerden op de slavernij. Vaak gingen de van origine Ghanese verhalen over de spin Anansi (staande voor een tot slaaf gemaakte) en tijger (een onderdrukker); de spin zou uiteindelijk van de tijger winnen. Dit soort spannende verhalen met een moraal verschenen ook op grammofoonplaatjes.
In 1957 trad hij in Hamburg op in een balletversie van Othello in een choreografie van Yvonne Georgi. Ook had hij een rol in enkele films, waaronder Wan Pipel van Pim de la Parra en De Johnsons van Rudolf van den Berg.
Een van de laatste optredens vonden plaats rond 1988; hij speelde toen, 75 jaar oud, de doodgraver in Uitnodiging aan de dood van de Mexicaan Xavier Villaurrutia. Hij constateerde daarbij dat Nederlanders, anders dan Latijns-Amerikanen, nogal bekrompen met de dood omgingen.
Sterman was liefhebber van honkbal, was enkele jaren lid van het Amsterdamse Quick en AFC en kwam als masseur in dienst van het Nederlands honkbalteam. Hij moest daarbij de benen van Hudson John, Simon Arrindell en Hamilton Richardson soepel houden. Via die honkballer kwam Sterman in contact met saxofonist Hans Dulfer.
Tijdens de Tweede Wereldoorlog werd hij opgepakt omdat hij zich te laat op straat bevond en zich niet (voldoende) kon legitimeren. Hij werd gevangen gezet in de meisjes-HBS aan de Euterpestraat en even later in het Huis van Bewaring II; hij werd vrijgelaten. Hij kende het gebouw; hij had er zelf lesgegeven aan strafgevangenen. Aan het eind van de oorlog bracht het leraarschap te weinig inkomsten en trok hij naar Terwolde en Olst om op een boerderij te werken.
Hij overleed in 1997. In 2001 duikt zijn naam op in het stripverhaal Cacoïne en commando's van Martin Lodewijk; het spreekt over de "Otto Sterman Watervallen". In 2017 werd de "Otto Sterman Oeuvre Award" uitgereikt aan Jack Monkau.